# IruCa

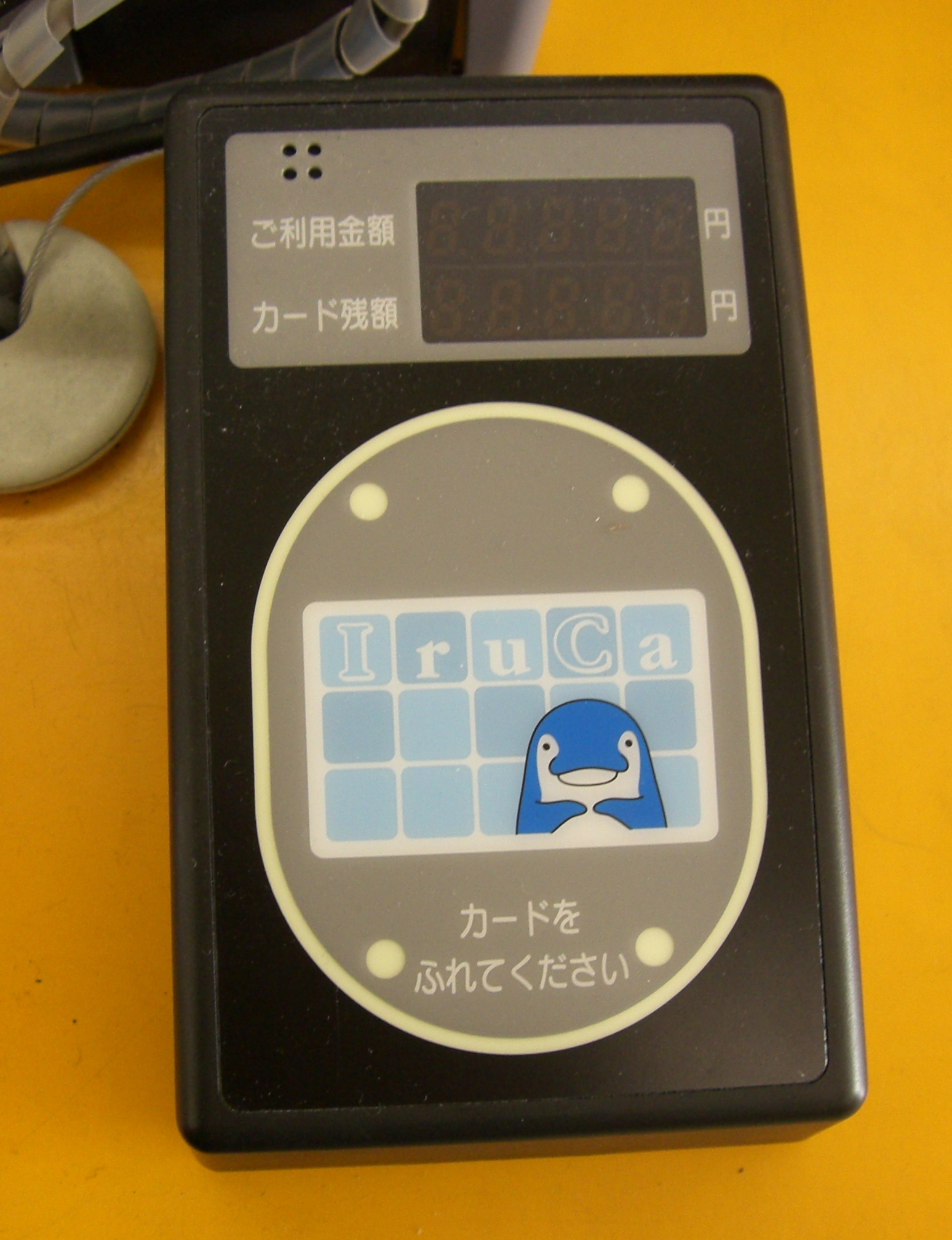
IruCa 카드 리더기

IruCa는 다카마쓰코토히라 전기 철도가 운영하는 비접촉 방식 IC 카드를 이용한 저장 프로 페어 시스템 카드로, 회사의 등록 상표 (일본 제4775548 호)이다.

## 종류
- IruCa commuter pass: 충전 가능한 통근 패스.
- IruCa ticket:
  - Free IruCa: 대부분의 카드의 상징색은 파란색이고, 검은색 카드의 경우 등록·가입이 요구되지 않는다.
  - School IruCa: 상징색은 노란색이며, 몇몇 지정된 학교의 학생들이 이용할 수 있다.
  - Senior IruCa: 상징색은 보라색이며, 65세 이상의 노인들이 이용할 수 있다.
  - Kids IruCa: 상징색은 빨간색이며, 초등학교 학생들이 이용할 수 있다.
  - Green IruCa: 상징색은 초록색이며, 장애인 승객들을 위한 카드로 운임의 반값만 지불된다.